# Lilla Tärnen (Risinge socken, Östergötland)
Lilla Tärnen är en sjö i Finspångs kommun i Östergötland och ingår i Motala ströms huvudavrinningsområde.